# Notafilia

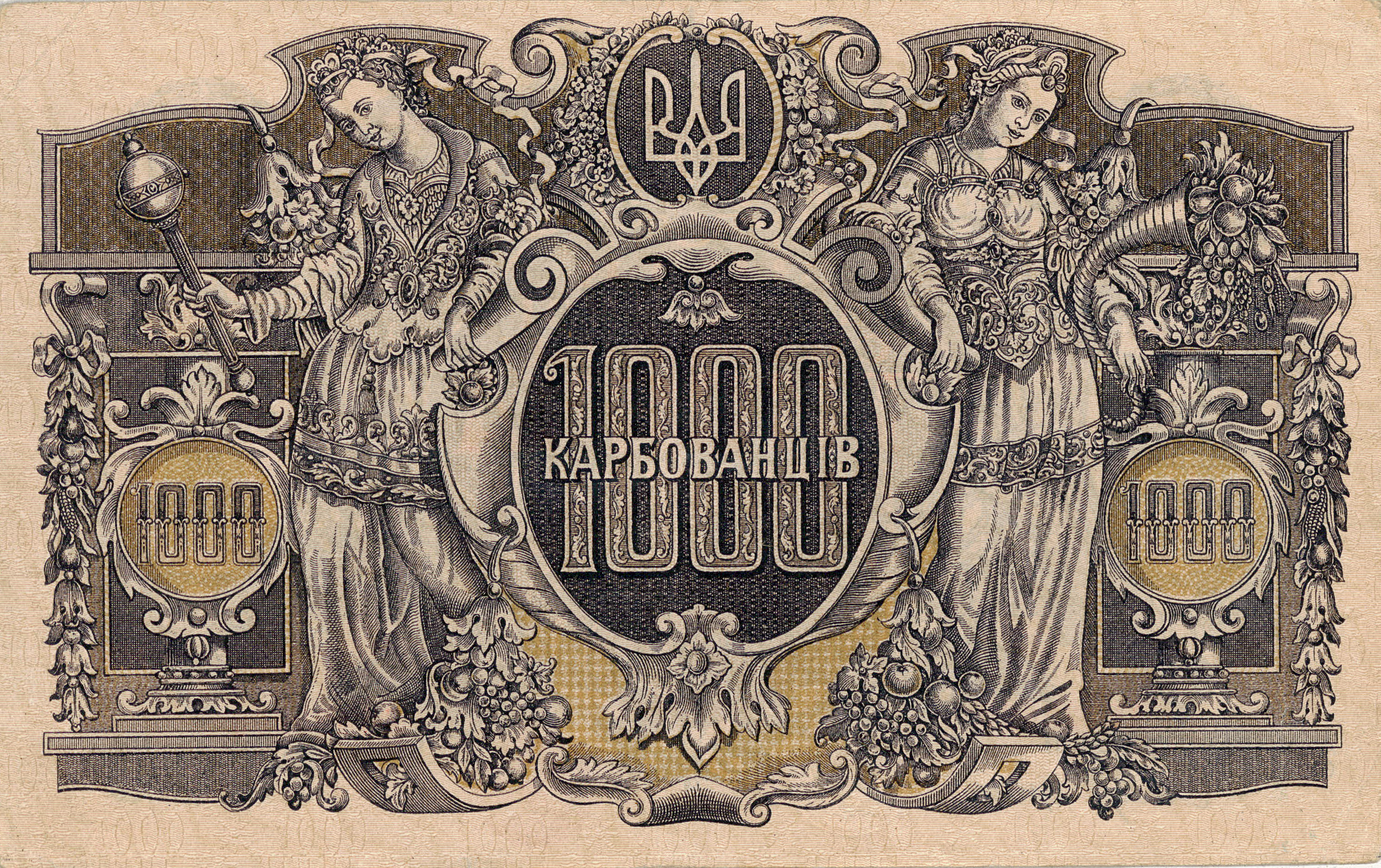
Billete bancario ucraniano, principios del

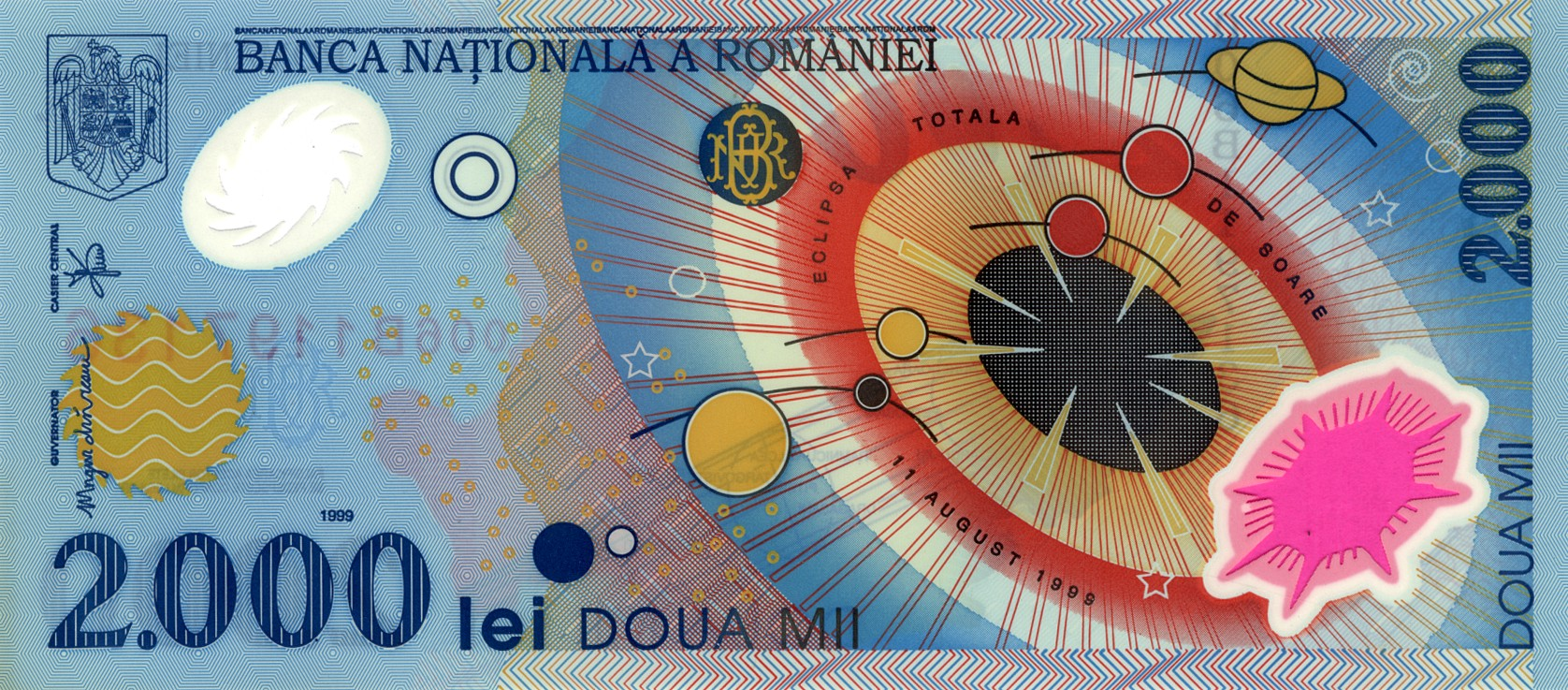
Billete bancario rumano de polímero, 1999

La notafilia es la parte de la numismática que se dedica al estudio, investigación, coleccionismo y difusión de los billetes, estampillas, y papel moneda en general.
Proviene del latín nota (billete) y el griego filos (amigo, aficionado).

## Algunos tipos de billetes bancarios

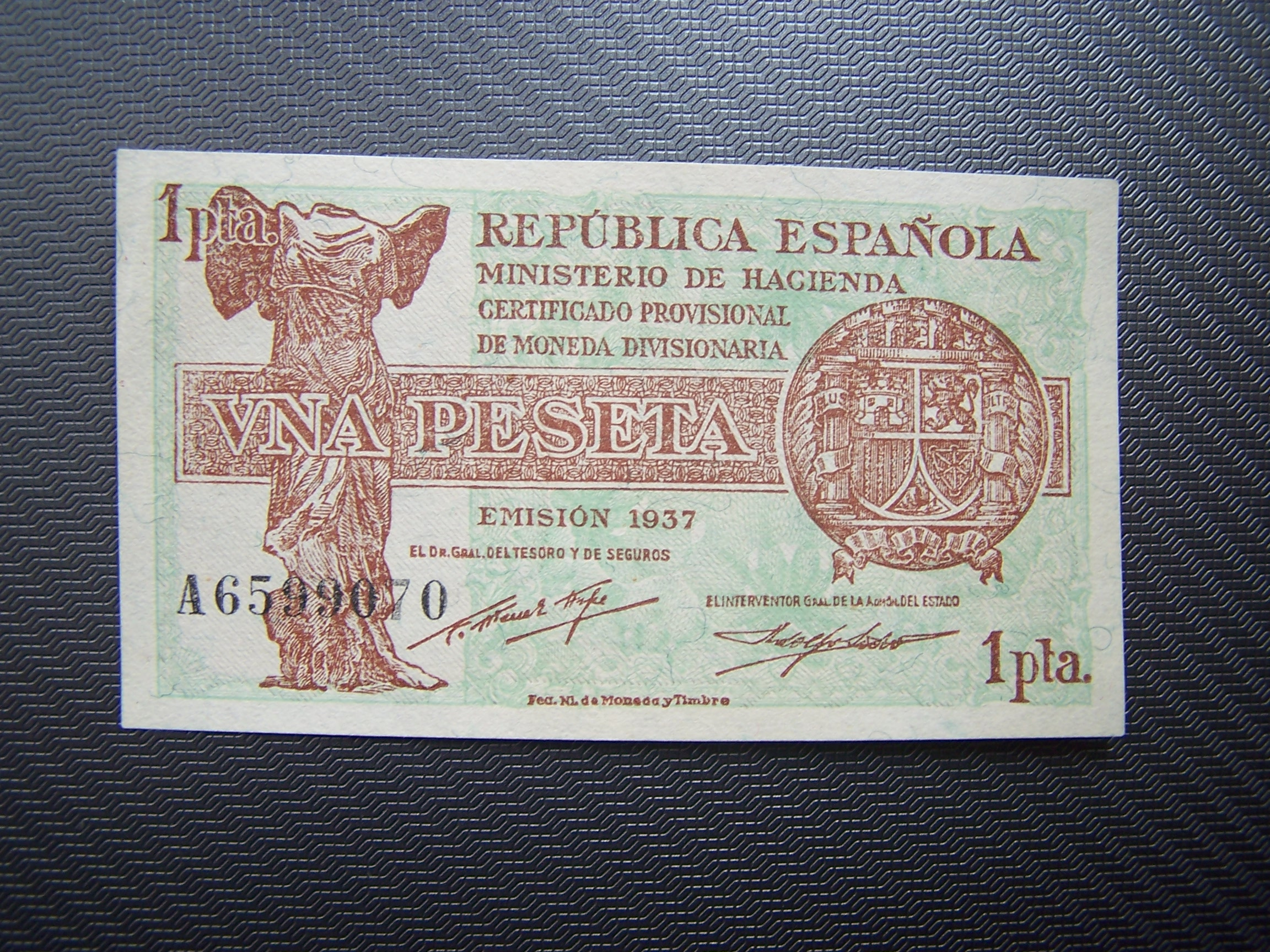
Certificado provisional de moneda divisionaria, Segunda República Española, 1937

- Billete bancario confirmado: Se denomina así al billete bancario cuyo valor ha sido confirmado por una entidad de derecho público.

- Certificado de cambio de divisa: Billete bancario convertible en divisas.

- Certificado provisional de moneda divisionaria: Cuando hay escasez de moneda fraccionaria, otras entidades diferentes del Banco Central o Nacional pueden emitir billetes bancarios para resolver ese problema. En general esas entidades suelen ser los ministerios de Hacienda o las cámaras de comercio.

- Bonos y Vales: se pagaban al portador. Su coleccionismo ha disminuido en los últimos años.

## Identificación, clasificación y catalogación

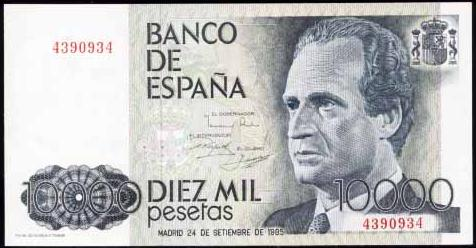
Billete español de 10 000 pesetas.

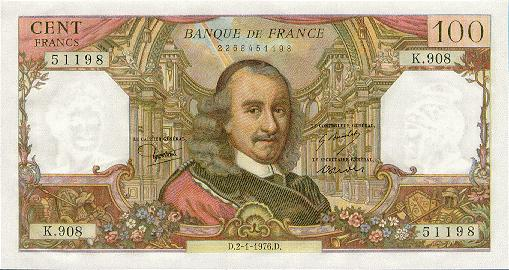
Billete de 100 francos franceses.

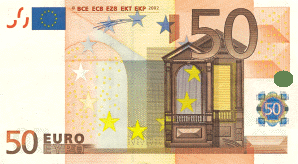
Billete de 50 euros.

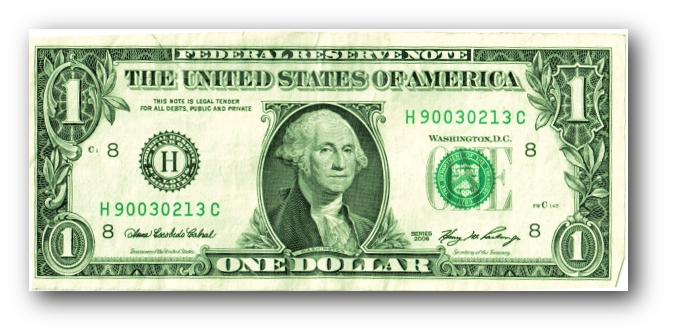
Billete de un dólar estadounidense.

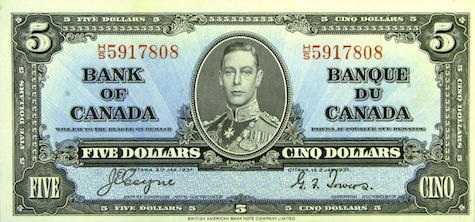
5 dólares canadienses.

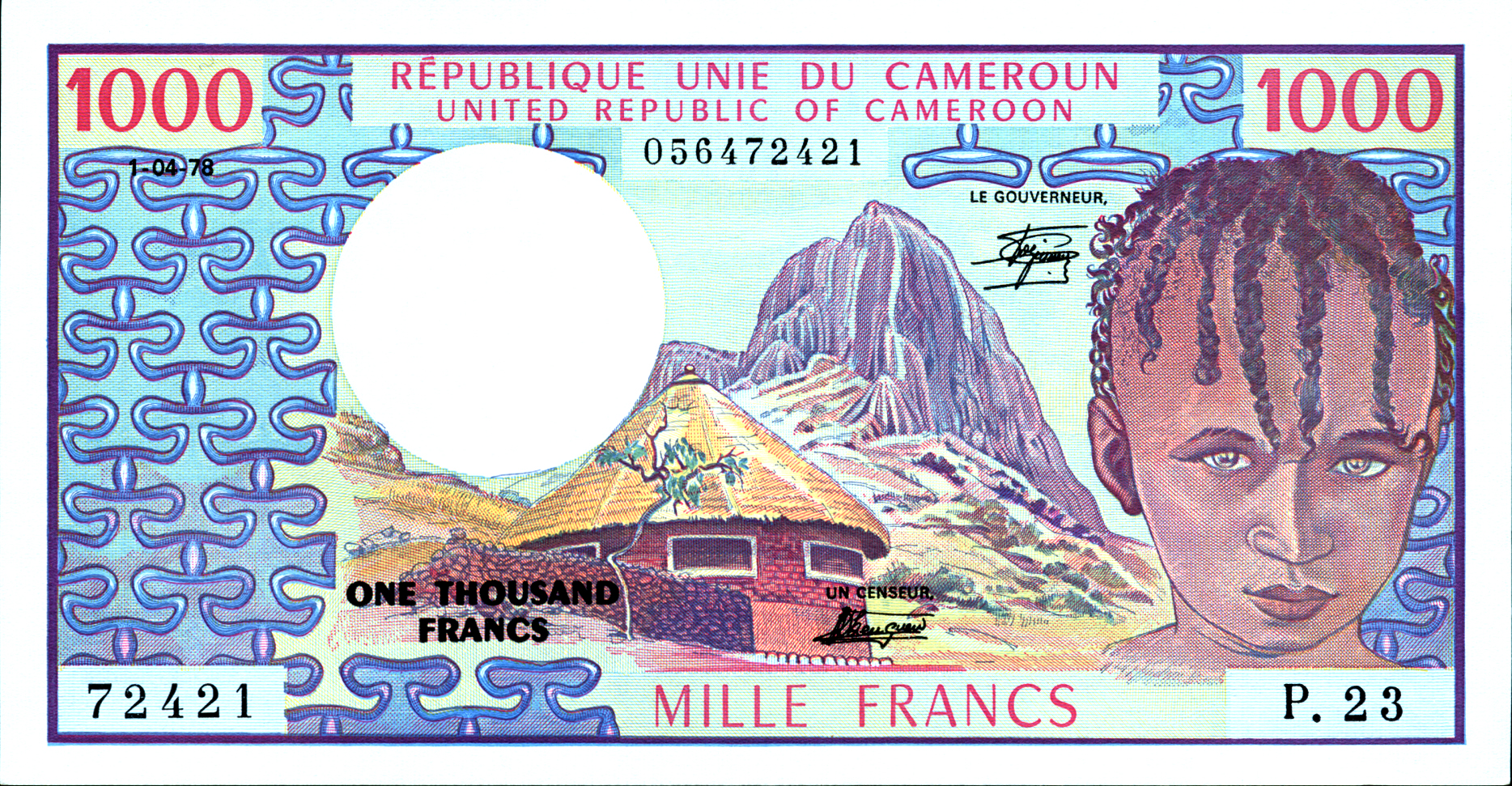
Billete bancario de Camerún.

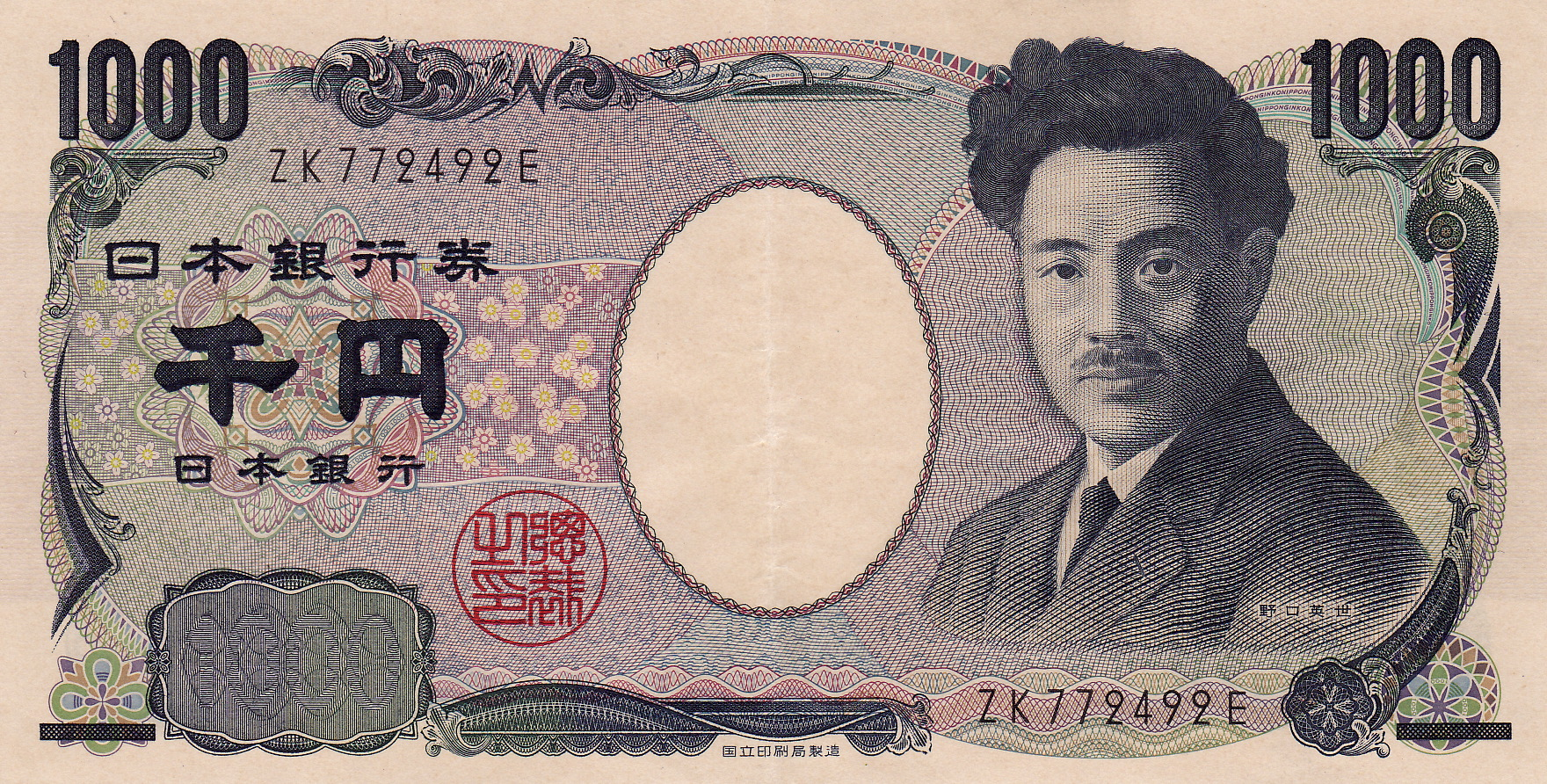
Billete japonés de 1000 yenes.

Los billetes se suelen clasificar en una escala descriptiva de grados. Esta calificación varía un poco a nivel internacional, y conforme pasa el tiempo más grados se han añadido. Los grados especificados por la Sociedad Internacional de Papel Moneda son las siguientes :
- Sin circular (UNC) - Billete de banco brillante y sin daños de manipulación, como dobleces, pliegues o arrugas, ni posee cortes, manchas de tinta o esquinas redondeadas.

- Casi sin circular (AU) - Billete de banco que sigue siendo brillante, pero tiene daños por manipulación leves, es decir, un ligero pliegue central (no un doblez, que es una ruptura de las fibras del papel), sin esquinas redondeadas.

- Extremadamente fino (XF o EF) - Billete de banco con un pliegue o hasta tres pliegues ligeros. El papel sigue siendo brillante y atractivo, se permite un desgaste muy leve en las esquinas.

- Muy fino (VF) - Billete aún atractivo, pero con posible suciedad o manchas leves, puede tener varios pliegues horizontales y/o verticales. El papel permanece relativamente nuevo. No hay rasgaduras, pero se permite un ligero desgaste en los bordes y las esquinas. Nota: un billete que ha sido lavado con agua y tratado con químicos, puede estar aparentemente en estado AU o UNC, pero está en realidad en VF.

- Fino (F) - El papel está ligeramente reblandecido, con considerable desgaste debido a los pliegues producidos por el uso. Presenta pequeñas rasgaduras, que no afectan al diseño. Apariencia clara pero no brillante. Con orificios de grapa pero sin huecos debidos a los dobleces.

- Muy bueno (VG) - Mucho desgaste. El papel está fláccido. Las rasgaduras pueden extenderse por el diseño. Posibles manchas. Posible decoloración. Se permiten agujeros en el centro causados por dobleces. El billete todavía se ve presentable.

- Bueno (G) - Muy desgastado, como VG, pero aún más. Garabatos o escrituras en el billete. Pueden faltar pedazos del billete.

- Aceptable (Fair) - Pedazos arrancados/faltantes más grandes, en comparación con G. Poco billete intacto.

- Pobre (Poor) - Daño severo debido al desgaste, manchas, falta de pedazos, garabatos y/o agujeros. Puede estar pegado con cinta adhesiva, le faltan pedazos. La peor condición posible.

Además de estos grados, para indicar un grado intermedio, es común usar AU-UNC, que sería un billete que está entre AU y UNC (por ejemplo, un billete con un doblez de conteo notable).
Algunos vendedores y subastadores agregan tres grados más al grado UNC:
- Gema No Circulada o Gema Nueva No Circulada - Un billete perfecto, no sólo en su condición original, sino también con grandes márgenes igualmente equilibrados, de color excepcional. Por lo tanto, un billete de este tipo no solo está como  se imprimió originalmente, sino que también fue bien impreso en primer lugar.

- Elección No Circulada/Elección Nueva No Circulada - Solo un poco menos que perfecto, con pequeñas manchas rojizas (foxing) o manchas débiles de conteo, o un los márgenes un poco descentrados.

- Sin Circular/Nuevo sin circular - No está doblado ni arrugado, pero sufre de: leve decoloración, coloración amarillenta, manchas, márgenes muy descentrados, dobleces en las esquinas solo en el área en blanco (no en el diseño).

La mayoría de los coleccionistas siempre preferirá un billete no circulado. Un billete en condición UNC tiene generalmente un valor de hasta diez veces más en comparación con VG (Muy bueno). Un billete UNC puede valer tres veces más que uno VF. Los billetes rara vez se encuentran en condición de no circulados, por lo que su precio suele ser muy alto. La diferencia entre Gema y No Circulado también puede ser sustancial. Como resultado, los compradores están en riesgo de sufrir una inflación de la graduación, por la que un vendedor falla al no percatarse de un doblez en un billete AU y lo hace pasar como UNC, un detalle que, sin duda, le hará justificar el cobro de un precio más alto.
Los billetes de banco por debajo de VF son generalmente considerados indeseables en una colección y, generalmente, solo se compran en tanto no haya especímenes disponibles en una mejor calidad, debido a su escasez o, simplemente, debido al presupuesto del coleccionista. Sin embargo, los billetes comunes en tan malas condiciones no pueden venderse por encima de su valor nominal (suponiendo que todavía sean de curso legal).
Varias empresas de clasificación por terceros (TPG) ofrecen servicios de autenticación, clasificación y catalogación de las variedades comunes del papel moneda. Estas TPG suelen utilizar una escala de calificación de setenta puntos para describir al billete. Pudiendo realizar anotaciones adicionales sobre la calidad excepcional del papel u otras variedades.
Después del examen, las empresas TPG generalmente encapsulan el billete en lo que comúnmente se conoce como "cápsula" o "losa". De manera similar a los problemas que rodearon a la transición que ocurrió hace muchos años, dentro del campo del coleccionismo de monedas, existe controversia sobre la necesidad o el valor de los billetes TPG. Sin tener la capacidad de examinar de cerca ni sentir el billete debido a que está sellado dentro de la cápsula, muchos coleccionistas no se sienten cómodos aceptando la opinión de otros en cuanto a la calificación y pueden optar por no comprar el billete o por sacarlo de la cápsula para examinarlo. Además, se han descubierto muchos errores en la calificación por parte de servicios de calificación por terceros. Sin embargo, para los coleccionistas menos adeptos a la clasificación, la compra de un billete en una cápsula puede proporcionar cierta comodidad adicional para el propietario al justificar la compra y el costo. También sirve para ayudar a proteger al coleccionista contra actividades poco éticas diseñadas para aumentar el valor del billete presionando los dobleces, lavando, reparando rasgaduras u otras alteraciones que normalmente se consideran inaceptables, lo que reduce el valor del artículo.
Los billetes que han sido lavados con agua y químicos para mejorar su apariencia disminuyen mucho su valor.

## Especialidades
La gente colecciona papel moneda según:
- Tema (vida silvestre, barcos, personas famosas)
- Período de tiempo (serie, fecha)
- País (nativo, favorito o inusuales)
- Soporte (papel o polímero)
- Variaciones de diseño sean mayores o menores
- Billetes de reposición (muchas veces marcados con una estrella) billetes que se suelen utilizar para reemplazar errores descubiertos durante el proceso de impresión.